# Przejście graniczne At-Tanf
Przejście graniczne między At-Tanf i Al-Walid jest jednym z trzech oficjalnych przejść granicznych między Syrią a Irakiem. Służy jako główny punkt kontrolny na autostradzie M2 między Damaszkiem a Bagdadem. 
W pobliżu znajduje się obóz dla uchodźców palestyńskich w Al-Walid oraz amerykańska baza w At-Tanf.
Przejście zostało zajęte w maju 2015 roku przez dżihadystów z ISIS, następnie wyzwolone od nich sierpniu 2016.